# Chasmanthera welwitschii
Chasmanthera welwitschii là một loài thực vật có hoa trong họ Biển bức cát. Loài này được Troupin mô tả khoa học đầu tiên năm 1951.